# Teatro Regio (Parma)
El Teatro Regio ('Teatro Real') de Parma es un teatro de ópera del siglo XIX, inicialmente denominado Nuovo Teatro Ducale. Es el más prestigioso de los doce teatros de la ciudad y uno de los más célebres teatros líricos de Italia, simbolizando la pasión de los parmesanos por la música.
Su construcción, realizada por voluntad de la duquesa María Luisa de Austria en el emplazamiento del monasterio de San Alejandro, comenzó en 1821 según planos de Nicola Bettoli y costó 1 190 664 de liras parmesanas. De grandes dimensiones (84 metros de largo por 38 metros de ancho y 30 metros de altura) tiene una capacidad de 1200 espectadores. Reemplazó al teatro ducal que se encontraba en el interior del Palazzo di Riserva.
El 16 de mayo de 1829, con la ópera Zaira de Vincenzo Bellini, en presencia de la duquesa, se abrió por vez primera el espléndido telón de la escena pintado por Borghesi (un Triunfo de la Sabiduría, figura alegórica del gobierno de María Luisa, que estaba representada en el personaje central bajo el aspecto de Minerva). La primera temporada prosiguió con las óperas de Gioachino Rossini Mosè e Faraone, Semiramide y El barbero de Sevilla.
El Regio de Parma, cuna del melodrama italiano, está considerado como el más importante de los teatros italianos llamados «di tradizione» y su público está reconocido como entre los más competentes, pero también entre los más pasionales y más exigentes. Para tener la seguridad de adquirir un abono  los melómanos parmesanos, desafiando el frío y las inclemencias, esperan todos los años el inicio de la venta, permaneciendo de manera ininterrumpida día y noche durante casi una semana delante de las taquillas del Regio, bajo el pórtico sostenido por los diez pujantes columnas jónicas de la fachada. La temporada se desarrolla de mediados de diciembre a mediados de abril con cuatro nuevas producciones por año.
Su nombre está estrechamente ligado a los de Giuseppe Verdi (un festival dedicado al compositor se celebra todos los años) y el director Arturo Toscanini, nacido en Parma.